# Episodi di Follow the Sun
La prima e unica stagione della serie televisiva Follow the Sun è andata in onda negli Stati Uniti dal 17 settembre 1961 all'8 aprile 1962 sulla ABC.
| nº | Titolo originale                 | Prima TV USA      |
| -- | -------------------------------- | ----------------- |
| 1  | A Rage for Justice               | 17 settembre 1961 |
| 2  | Cry Fraud                        | 24 settembre 1961 |
| 3  | The Highest Wall                 | 1º ottobre 1961   |
| 4  | Journey Into Darkness            | 8 ottobre 1961    |
| 5  | The Woman Who Never Was          | 15 ottobre 1961   |
| 6  | Busman's Holiday                 | 22 ottobre 1961   |
| 7  | Another Part of the Triangle     | 29 ottobre 1961   |
| 8  | The Longest Crap Game in History | 5 novembre 1961   |
| 9  | The Hunters                      | 12 novembre 1961  |
| 10 | Little Girl Lost                 | 19 novembre 1961  |
| 11 | Night Song                       | 26 novembre 1961  |
| 12 | The Primitive Clay               | 3 dicembre 1961   |
| 13 | Conspiracy of Silence            | 10 dicembre 1961  |
| 14 | The Far Side of Nowhere          | 17 dicembre 1961  |
| 15 | Mele Kalikimaka to You           | 24 dicembre 1961  |
| 16 | The Girl from Brandenberg        | 31 dicembre 1961  |
| 17 | Chicago Style                    | 7 gennaio 1962    |
| 18 | The Last of the Big Spenders     | 14 gennaio 1962   |
| 19 | Ghost Story                      | 21 gennaio 1962   |
| 20 | Sergeant Kolchak Fades Away      | 28 gennaio 1962   |
| 21 | The Dumbest Blonde               | 4 febbraio 1962   |
| 22 | Annie Beeler's Place             | 11 febbraio 1962  |
| 23 | The Irresistible Miss Bullfinch  | 18 febbraio 1962  |
| 24 | A Choice of Weapons              | 25 febbraio 1962  |
| 25 | Marine of the Month              | 4 marzo 1962      |
| 26 | The Inhuman Equation             | 11 marzo 1962     |
| 27 | A Ghost in Her Gazebo            | 18 marzo 1962     |
| 28 | Not Aunt Charlotte!              | 25 marzo 1962     |
| 29 | Run, Clown, Run                  | 1º aprile 1962    |
| 30 | Chalk One Up for Johnny          | 8 aprile 1962     |

## A Rage for Justice
- Prima televisiva: 17 settembre 1961

### Trama
- Guest star: Robert Vaughn (Ralph Borden), Torin Thatcher (Driscoll), Barry Coe (Ben Gregory), Howard Caine (Mathews), Nita Talbot (Florence), Ilka Windish (Rita Bellini)

## Cry Fraud
- Prima televisiva: 24 settembre 1961

### Trama
- Guest star: Everett Sloane (Carl Bradley), Peter Baldwin (Darby Lisle), Barry Coe (Ben Gregory), Philip Ahn (dottor Kwai), Inger Stevens (Abby Ellis)

## The Highest Wall
- Prima televisiva: 1º ottobre 1961

### Trama
- Guest star: James Brolin (adolescente), Christopher Bowler (adolescente), Barry Coe (Ben Gregory), Tuesday Weld (Barbara Beaumont), Charles Ruggles (George Beaumont), Bartlett Robinson (Bunker), William Edmondson (Ethan), Tim Graham (Frank March), Henry Leff (dottor Hardy), Michael Lee (adolescente)

## Journey Into Darkness
- Prima televisiva: 8 ottobre 1961

### Trama
- Guest star: Frank Maxwell (Kahane), Ken Lynch (Jacobs), Barry Coe (Ben Gregory), Raymond Bailey (Mr. Pritchard), Diane Baker (Helen Henderson), David Brandon (Jenkins), Joseph V. Perry, Max Showalter (Hinkley)

## The Woman Who Never Was
- Prima televisiva: 15 ottobre 1961

### Trama
- Guest star: Bethel Leslie (Ruth / Marie), Henry Jones (Dietzler), Barry Coe (Ben Gregory), Dyan Cannon (Lana), Richard Loo

## Busman's Holiday
- Prima televisiva: 22 ottobre 1961

### Trama
- Guest star: Arthur Batanides (Lloyd), Peter Coe (Duke), Barry Coe (Ben Gregory), Jack Klugman (Steve Bixel), Richard Fong, Don Beddoe (Whittaker), Keye Luke, Leslie Parrish (Tiffany Caldwell)

## Another Part of the Triangle
- Prima televisiva: 29 ottobre 1961

### Trama
- Guest star: Patricia Owens (Margaret Jackson), David McLean (Henry Dana Jackson), Barry Coe (Ben Gregory), Alan Dexter (Lathrop), Guy Doleman (Alex Cooper), Harold Gould (Mayhew), Michael Pate (Conlon)

## The Longest Crap Game in History
- Prima televisiva: 5 novembre 1961

### Trama
- Guest star: Teru Shimada (Suma), Dennis O'Keefe (Harry B. Morgan), Barry Coe (Ben Gregory), John Alderson (Taggert), Yvonne De Carlo (Anne Beeler), Nobu McCarthy (Polly), Lorna Thayer (Lorna)

## The Hunters
- Prima televisiva: 12 novembre 1961

### Trama
- Guest star: Lee Philips (Tait), Mark Miller (Chambers), Barry Coe (Ben Gregory), Ivan Dixon (Abdullah), Anthony Eustrel (Pryor), Susan Harrison (Linda), Skip Homeier (Simmons), Hari Rhodes (M'Boto)

## Little Girl Lost
- Prima televisiva: 19 novembre 1961

### Trama
- Guest star: Doris Edwards (infermiera), Tom Palmer (dottore), Barry Coe (Ben Gregory), Keye Luke (Sumarit), Tsuruko Kobayashi (Kia), James Yagi (colonnello Tarbi), Bill Erwin (Frank March), Willie Soo Hoo (uomo)

## Night Song
- Prima televisiva: 26 novembre 1961

### Trama
- Guest star: Bruno VeSota (Calzone), Lawrence Tierney (Monte Donovan), Barry Coe (Ben Gregory), Hideo Inamura (Agapito), Julie London (Jill Rainey), Charles McGraw (Rudy Driscoll), Val Ruffino (Tomas), Lennie Weinrib

## The Primitive Clay
- Prima televisiva: 3 dicembre 1961

### Trama
- Guest star: Yuki Shimoda (barista), Al Ruscio (Gus), Barry Coe (Ben Gregory), Joanna Barnes (Doris), Larry Gates (Clay), Ralph Hanalei (agente in borghese), Daria Massey (nativa), Nestor Paiva (capitano), Karen Steele (Doris)

## Conspiracy of Silence
- Prima televisiva: 10 dicembre 1961

### Trama
- Guest star: Gordon Sears (Reeves), Simon Oakland (Franklyn Davis), Barry Coe (Ben Gregory), Angelo De Meo (Bernie), Neil Hamilton (Tom), Vivi Janiss (Hazel Laurence), Stella Stevens (Linda Laurence)

## The Far Side of Nowhere
- Prima televisiva: 17 dicembre 1961

### Trama
- Guest star: Whit Bissell (Martin Poole), Harry Ellerbe (Thomas), Barry Coe (Ben Gregory), Jane Darwell (Charlotte Randolph), Robert Vaughn (Albert), Joanna Moore (Constance), Tom Drake (Harry), Joan Camden (Victoria), Ken Renard (Kanahele), Jud Taylor (Peter), Henry Beckman (tenente Langley)

## Mele Kalikimaka to You
- Prima televisiva: 24 dicembre 1961

### Trama
- Guest star: Dick Kay Hong (Charley Wang), Jane Chang (Mrs. Wang), Barry Coe (Ben Gregory), Edward Andrews (Samuel P. Fogarty), Ellen Corby (Annabelle Witherspoon), Walter Hong (Jimmy Wang), William Schallert (Fred Bagby)

## The Girl from Brandenberg
- Prima televisiva: 31 dicembre 1961

### Trama
- Guest star: Abraham Sofaer (Gassler), Richard Shannon (Carlisle), Barry Coe (Ben Gregory), Rex Holman (Farber), Nick Nicholson (Davidson), Inger Stevens (ragazza tedesca)

## Chicago Style
- Prima televisiva: 7 gennaio 1962

### Trama
- Guest star: Jana Lund (Darlene), Eddie Firestone (Witherspoon), Barry Coe (Ben Gregory), Keenan Wynn (Pinky Hamilton), Lee Patrick (Lila), Howard Caine (Kalua), Eduardo Ciannelli (Joe Scranton), Cecilia Parker (Jennifer Winters)

## The Last of the Big Spenders
- Prima televisiva: 14 gennaio 1962

### Trama
- Guest star: James Maloney (Grover), Irene Hervey (Jeanette), Barry Coe (Ben Gregory), Jay C. Flippen (Fallon), Lee Tracy (Cappy Polk aka Johnny Pace)

## Ghost Story
- Prima televisiva: 21 gennaio 1962

### Trama
- Guest star: Steve Harris (Danny Stover), Peter Hansen (Eddie), Barry Coe (Ben Gregory), Philip Ahn (Han Lee), Chris Bunch (Timmy), Robert Burton, John Considine (Roy), Gene Evans (Leland F. Harmon), Brenda Fraley (Dee Dee), Martha Scott (Betty Stover)

## Sergeant Kolchak Fades Away
- Prima televisiva: 28 gennaio 1962

### Trama
- Guest star: Howard Smith (Fulton), Dick Sargent (Collins), Barry Coe (Ben Gregory), William Bendix (sergente Kolchak), Conlan Carter (sentinella), Nobu McCarthy (Tamiko), James Yagi (Tachikawa)

## The Dumbest Blonde
- Prima televisiva: 4 febbraio 1962

### Trama
- Guest star: Tom Palmer (Al Brand), Jayne Mansfield (Scottie), Barry Coe (Ben Gregory), George Brenlin (Mike Champion), Doris Edwards (Betty), Brian Keith (Earl Patton), Ray Kellogg (Carter), Paul Kent (Kane), Rebecca Welles (Beverly Willis)

## Annie Beeler's Place
- Prima televisiva: 11 febbraio 1962

### Trama
- Guest star: Jerry Oddo (Paelo), Dennis O'Keefe (Harry B. Hogan), Barry Coe (Ben Gregory), Walter Burke (Gympy), Yvonne De Carlo (Annie Beeler), Alan Napier (Julian 'The Major' Mosgrove), Joan O'Brien (Nita Parker), Victor Sen Yung (Wong)

## The Irresistible Miss Bullfinch
- Prima televisiva: 18 febbraio 1962

### Trama
- Guest star: Daria Massey (Young Amanda), Celeste Holm (Miss Bullfinch), Barry Coe (Ben Gregory), Robert Casper (Sedley Bullfinch), Gloria Ellis (Lorie Davis), Alan Hale Jr. (Charlie), Reta Shaw (Bertha Bullfinch)

## A Choice of Weapons
- Prima televisiva: 25 febbraio 1962

### Trama
- Guest star: John Indrisano (Sonny Kingston), Anne Helm (Ann Malcolm), Barry Coe (Ben Gregory), Max Baer Jr. (Tom Baylor), Jackie Coogan (Lew Dobber), Michael Fox (Ernie Glazer), Alex Gerry (Franklin), Ned Glass (Phil Collins), David Janssen (Johnny Sadowsky)

## Marine of the Month
- Prima televisiva: 4 marzo 1962

### Trama
- Guest star: Rhonda Fleming (sergente H.T. Maypole), Keith Andes (Terhune), Barry Coe (Ben Gregory), Dabbs Greer (Fulton)

## The Inhuman Equation
- Prima televisiva: 11 marzo 1962

### Trama
- Guest star: Cecil Kellaway (Wilbur Martin), Richard Deacon (Lester Markel), Barry Coe (Ben Gregory), Jim Backus (N.N. Nelson), Wally Cox (Harold Buchanan), Sue Ane Langdon (Juliette Martin)

## A Ghost in Her Gazebo
- Prima televisiva: 18 marzo 1962

### Trama
- Guest star: Cesar Romero (Jason Berry), Gregory Morton (Terrence St. John), Barry Coe (Ben Gregory), Joan Marshall (Winifred), Dan Barton (Vance), Yvonne Craig (Veronica St John), Ann Del Guercio (Kitty), David Janssen (Johnny Sadowsky), Elsa Lanchester (Lilli St. John), William Windom (Meredith St. John)

## Not Aunt Charlotte!
- Prima televisiva: 25 marzo 1962

### Trama
- Guest star: Gene Nelson (Tod), Jane Kean (Miss Rose), Barry Coe (Ben Gregory), Christopher Bowler (Larry), Peter Brocco (Benjy), Henry Corden (De Verde), Laraine Day (zia Charlotte), Diane Jergens (Penny Baxter), Clinton Sundberg (Crandall)

## Run, Clown, Run
- Prima televisiva: 1º aprile 1962

### Trama
- Guest star: Robert 'Big Buck' Maffei (Strongman), Billy Curtis (Tiny Tom), Barry Coe (Ben Gregory), James Dunn (Tippy the Clown), Pippa Scott (Amy Ramsey), Rory O'Brien (Jono Ramsey), Lee Patrick (Phyllis Curran), Alan Carney (Quincy Knowles), Josip Elic (Herschel), Mark Roberts (Howard Ramsey)

## Chalk One Up for Johnny
- Prima televisiva: 8 aprile 1962

### Trama
- Guest star: Linda Ho (Lani), Joanne Gilbert (Jennifer), Barry Coe (Ben Gregory), Rosemary DeCamp (Jeanette Pace), Cyril Delevanti (Ace Babcock), Isobel Elsom (Mrs. Runciford), Lew Gallo (Theodore), Vito Scotti, Lee Tracy (Johnny Pace)